# Sobkowice

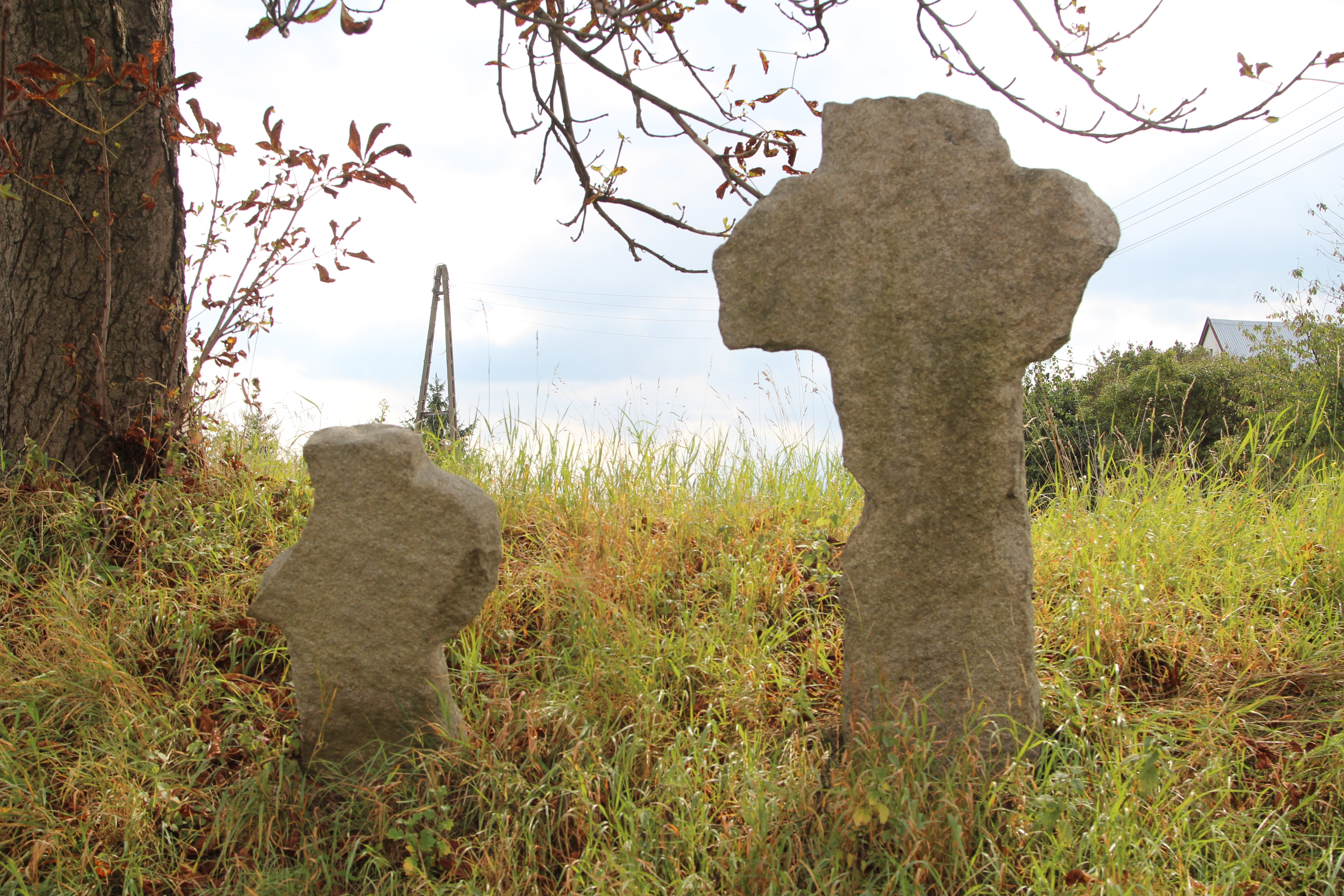
Sühnekreuze in Sobkowice

Sobkowice (deutsch Zopkendorf) ist ein Ort in der Landgemeinde Kostomłoty im Powiat Średzki der Woiwodschaft Niederschlesien in Polen.

## Lage
Sobkowice liegt etwa 14 Kilometer südöstlich von Środa Śląska (Neumarkt) und 25 Kilometer westlich von Breslau. Nachbarorte sind Wilków Średzki (Wilkau) im Norden, Szymanowice (Schönbach) im Westen, Piotrowice (Groß Peterwitz) im Südwesten, Chmielów (Schmellwitz) im Nordosten, und Pełcznica (Polsnitz, 1937–1945 Brückenfelde) im Südosten. 

## Geschichte
„Zobkendorf“ wurde 1300 erstmals urkundlich erwähnt. 1318 ist es in der Schreibweise „Sobcowicz“ und 1360 als „Czobkowicz“ belegt. 1353 bestand 1/2 Hufe Wiedmuth. Nach dem Ersten Schlesischen Krieg fiel Zopkendorf mit dem größten Teil von Schlesien 1741/42 an Preußen. Die alten Verwaltungsstrukturen wurden aufgelöst und Zopkendorf in den Landkreis Neumarkt eingegliedert, mit dem es bis 1945 verbunden blieb. Der Erbwert betrug 1830 25.000 Reichstaler. 1845 war der Besitzer ein Herr Unverricht. Damals zählte das Dorf 24 Häuser, ein Schloss, 168 überwiegend evangelische Einwohner (40 katholisch), evangelische Kirche zu Groß-Peterwitz, katholische Kirche zu Wilkau. Am 30. September 1928 erfolgte der Zusammenschluss der Landgemeinden Wilkau und Zopkendorf zur Landgemeinde Wilkau-Zopkendorf.
Als Folge des Zweiten Weltkriegs fiel Zopkendorf mit fast ganz Schlesien 1945 an Polen. Nachfolgend wurde es in Sobkowice umbenannt. Die einheimische deutsche Bevölkerung wurde, soweit sie nicht vorher geflohen war, weitgehend vertrieben. Die neu angesiedelten Bewohner waren teilweise Zwangsumgesiedelte aus Ostpolen, das an die Sowjetunion gefallen war.
Von 1975 bis 1998 gehörte Sobkowice zur Woiwodschaft Breslau.

## Sehenswürdigkeiten
- Gutshof mit Wohnhaus und Nebengebäuden. Das ursprüngliche Renaissance-Herrenhaus stammt im Kern aus der zweiten Hälfte des 16. Jahrhunderts und wurde im 19. Jahrhundert umgebaut. Das Wohnhaus ist umgeben von einem Wassergraben über den eine Steinbrücke führt. Um den quadratischen Hof stehen außerdem mehrere Wirtschafts- und Nebengebäude aus der zweiten Hälfte des 19. Jahrhunderts.[2]
- Sühnekreuze[3]